# Broin
Ne doit pas être confondu avec Cemboing ou Saint-Broing.
Broin est une commune française située dans le canton de Brazey-en-Plaine du département de la Côte-d'Or, en région Bourgogne-Franche-Comté.

## Géographie
Broin est située sur un coteau orienté sud-est, d'où une partie non négligeable de son terroir consacré au vignoble jusqu'au début du XXe siècle et la crise du phylloxera.

### Climat
Pour des articles plus généraux, voir Climat de la Bourgogne-Franche-Comté et Climat de la Côte-d'Or.
En 2010, le climat de la commune est de type climat océanique dégradé des plaines du Centre et du Nord, selon une étude du Centre national de la recherche scientifique s'appuyant sur une série de données couvrant la période 1971-2000. En 2020, Météo-France publie une typologie des climats de la France métropolitaine dans laquelle la commune est dans une zone de transition entre le climat océanique altéré et le climat océanique altéré et est dans la région climatique  Bourgogne, vallée de la Saône, caractérisée par un bon ensoleillement (1 900 h/an), un été chaud (18,5 °C), un air sec au printemps et en été et des vents faibles. 
Pour la période 1971-2000, la température annuelle moyenne est de 10,8 °C, avec une amplitude thermique annuelle de 17,6 °C. Le cumul annuel moyen de précipitations est de 820 mm, avec 11,3 jours de précipitations en janvier et 7,3 jours en juillet. Pour la période 1991-2020, la température moyenne annuelle observée sur la station météorologique de Météo-France la plus proche, « Saint-Nic. Citeaux », sur la commune de Saint-Nicolas-lès-Cîteaux à 6 km à vol d'oiseau, est de 11,2 °C et le cumul annuel moyen de précipitations est de 813,8 mm,. Pour l'avenir, les paramètres climatiques de la commune estimés pour 2050 selon différents scénarios d'émission de gaz à effet de serre sont consultables sur un site dédié publié par Météo-France en novembre 2022.

## Urbanisme

### Typologie
Au 1er janvier 2024, Broin est catégorisée commune rurale à habitat dispersé, selon la nouvelle grille communale de densité à 7 niveaux définie par l'Insee en 2022.
Elle est située hors unité urbaine. Par ailleurs la commune fait partie de l'aire d'attraction de Dijon, dont elle est une commune de la couronne,. Cette aire, qui regroupe 333 communes, est catégorisée dans les aires de 200 000 à moins de 700 000 habitants,.

### Occupation des sols
L'occupation des sols de la commune, telle qu'elle ressort de la base de données européenne d’occupation biophysique des sols Corine Land Cover (CLC), est marquée par l'importance des forêts et milieux semi-naturels (59,2 % en 2018), une proportion identique à celle de 1990 (59,2 %). La répartition détaillée en 2018 est la suivante : forêts (57,4 %), terres arables (34,7 %), zones urbanisées (3,3 %), prairies (1,8 %), milieux à végétation arbustive et/ou herbacée (1,8 %), zones agricoles hétérogènes (0,7 %), eaux continentales (0,2 %). L'évolution de l’occupation des sols de la commune et de ses infrastructures peut être observée sur les différentes représentations cartographiques du territoire : la carte de Cassini (XVIIIe siècle), la carte d'état-major (1820-1866) et les cartes ou photos aériennes de l'IGN pour la période actuelle (1950 à aujourd'hui).

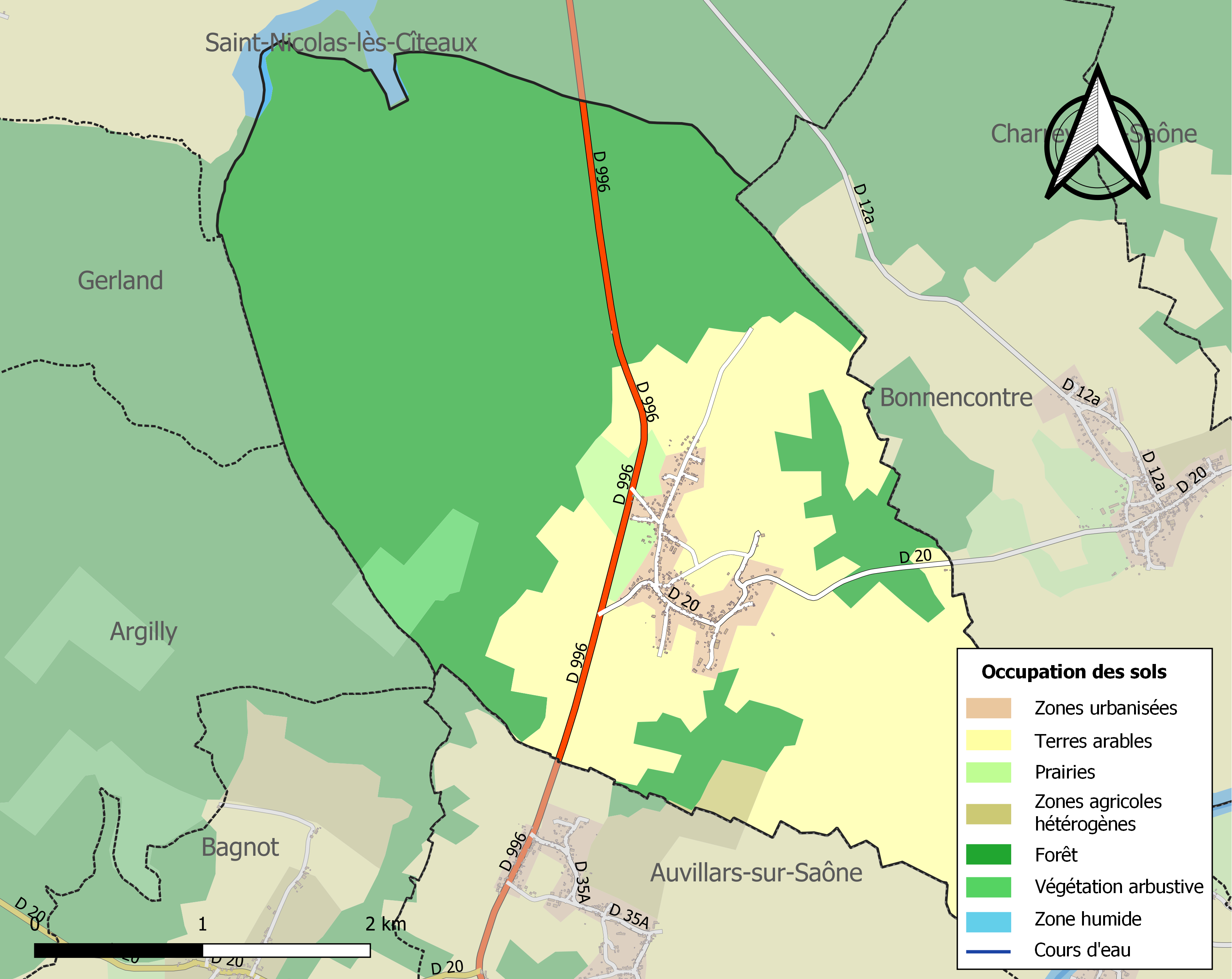
Carte des infrastructures et de l'occupation des sols de la commune en 2018 (CLC).

## Politique et administration
| Période                                  | Période  | Identité            | Étiquette | Qualité                                               |
| ---------------------------------------- | -------- | ------------------- | --------- | ----------------------------------------------------- |
| vers 1882                                |          | Philippe Besancenot |           |                                                       |
| 2001                                     | 2014     | Huguette Lapierre   |           |                                                       |
| mars 2014                                | en cours | Marielle Hugot      | Gauche    | Agent des Services Hospitaliers à Saint-Jean-de-Losne |
| Les données manquantes sont à compléter. |          |                     |           |                                                       |

## Démographie
L'évolution du nombre d'habitants est connue à travers les recensements de la population effectués dans la commune depuis 1793. Pour les communes de moins de 10 000 habitants, une enquête de recensement portant sur toute la population est réalisée tous les cinq ans, les populations de référence des années intermédiaires étant quant à elles estimées par interpolation ou extrapolation. Pour la commune, le premier recensement exhaustif entrant dans le cadre du nouveau dispositif a été réalisé en 2008.

En 2022, la commune comptait 410 habitants, en évolution de −5,75 % par rapport à 2016 (Côte-d'Or : +0,82 %, France hors Mayotte : +2,11 %).
| 1793 | 1800 | 1806 | 1821 | 1831 | 1836 | 1841 | 1846 | 1851 |
| ---- | ---- | ---- | ---- | ---- | ---- | ---- | ---- | ---- |
| 443  | 507  | 526  | 495  | 533  | 576  | 538  | 500  | 473  |

| 1856 | 1861 | 1866 | 1872 | 1876 | 1881 | 1886 | 1891 | 1896 |
| ---- | ---- | ---- | ---- | ---- | ---- | ---- | ---- | ---- |
| 446  | 427  | 413  | 419  | 424  | 364  | 330  | 315  | 308  |

| 1901 | 1906 | 1911 | 1921 | 1926 | 1931 | 1936 | 1946 | 1954 |
| ---- | ---- | ---- | ---- | ---- | ---- | ---- | ---- | ---- |
| 292  | 283  | 262  | 220  | 226  | 235  | 217  | 248  | 216  |

| 1962 | 1968 | 1975 | 1982 | 1990 | 1999 | 2006 | 2008 | 2013 |
| ---- | ---- | ---- | ---- | ---- | ---- | ---- | ---- | ---- |
| 191  | 154  | 192  | 258  | 311  | 317  | 394  | 416  | 440  |

| 2018 | 2022 | - | - | - | - | - | - | - |
| ---- | ---- | - | - | - | - | - | - | - |
| 423  | 410  | - | - | - | - | - | - | - |

## Culture locale et patrimoine

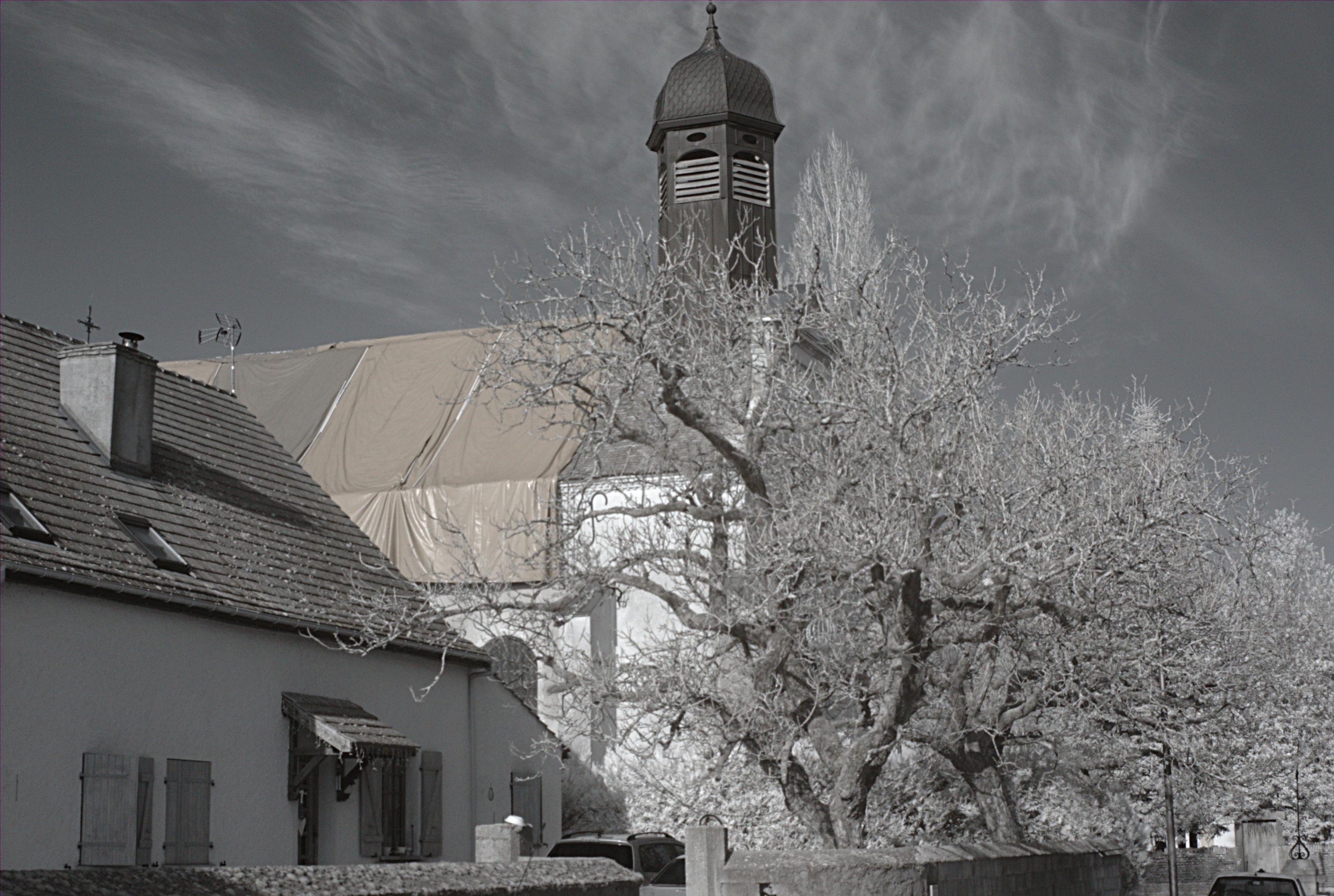
Église Saint-André en infrarouge.

### Lieux et monuments
- L'église Saint-André, construite en 1751, est inscrite monument historique[16] depuis le 29 juillet 1976. Le toit est rénové en 2013.
- Le château, mentionné en 1346, reconstruit en 1747, deux ailes ayant été ajoutées en 1785[17].

### Héraldique
| Blason de Broin | Blason  | De gueules à la fasce d'hermines. Devise / CriQue le sang du Périgord nourrisse nos porcs. |
| Blason de Broin | Détails | Le statut officiel du blason reste à déterminer.                                           |